# Постнов, Константин Александрович
Константи́н Алекса́ндрович Постно́в (род. 19 августа 1959, Орехово-Зуево, Московская область) — советский и российский астрофизик научной школы академика Я. Б. Зельдовича, доктор физико-математических наук, профессор кафедры астрофизики и звёздной астрономии физического факультета МГУ, директор Государственного астрономического института им. П. К. Штернберга . Индекс Хирша — 30. Член-корреспондент РАН с 2022 года .

## Биография
Родился 19 августа 1959 года в городе Орехово-Зуево Московской области.
В 1983 году окончил Московский государственный университет. Бывший член КПСС.
Работает в МГУ с 1987 года. За время работы в Московском университете прошёл путь от ассистента до профессора кафедры астрофизики и звёздной астрономии физического факультета и директора ГАИШ МГУ.
В 1987 году защитил кандидатскую диссертацию «Эволюция двойных систем малых и умеренных масс с учётом эволюции замагниченного компактного остатка», в которой был обоснован и развит метод популяционного синтеза для эволюции маломассивных двойных систем с компактными звёздами (белыми карликами, нейтронными звёздами и чёрными дырами).
В 1997 году защитил докторскую диссертацию «Астрофизические источники гравитационных волн», в которой показал, что на основании общих принципов эволюции двойных звёзд первыми астрофизическими источниками гравитационных волн, которые смогут зарегистрировать наземные гравитационно-волновые интерферометры, должны быть сливающиеся двойные чёрные дыры. Это предсказание подтвердилось первыми наблюдениями на модернизированных детекторах LIGO в 2015—2016 гг. За этот результат К. А. Постнов, В. М. Липунов и М. Е. Прохоров были удостоены премии имени Ф. А. Бредихина РАН.
К. А. Постнов является членом редколлегий научных российских журналов: УФН, Письма в «Астрономический журнал», «Вестник Московского университета», «Земля и Вселенная», «Природа (журнал)».
Председатель Национального комитета по Большим телескопам,
Член диссертационных советов МГУ.01.02(ГАИШ МГУ) и Д002.113.02 (ИКИ РАН).
Читает курсы «Общая астрофизика», «Введение в астрофизику высоких энергий», «Эволюционная астрофизика».
Подготовил 5 кандидатов наук.

## Публикации
Автор 327 статей, 9 книг, 111 докладов на конференциях, 26 тезисов докладов.
Основные труды:
- Shakura N.I., Lipunova G.V., Malanchev K.L., Zhuravlev V.V., Razdoburdin D.N., Abolmasov P.K., Chashkina A., Postnov K.A., Kochetkova A.Yu, Hjalmarsdotter L. Accretion flows in astrophysics. — NY: Springer International Publishing, 2018. — С. 419. — ISBN 978-3-319-93008-4.
- А. В. Засов, К. А. Постнов. Курс общей астрофизики. — М.: Физ. фак. МГУ, 2005. — 190 с. — ISBN 5-9900318-2-3.
- А. В. Засов, К. А. Постнов. Общая астрофизика. — 3-е изд. — М.: Физ. фак. МГУ, Гос. астрономический ин-т им. П. К. Штернберга, 2015. — 573 с. — 1000 экз. — ISBN 978-5-85099-194-4.
- Засов А.В., Кононович Э.В., Куимов К.В., Липунов В.М., Лозинская Т.А., Постнов К.А., Родионова Ж.Ф., Самусь Н.Н., Сурдин В.Г. Большая энциклопедия астрономии. — 3-е изд. — М.: Росмэн, 2009. — 200 с. — 5000 экз. — ISBN 978-5-353-03857-3.

## Награды
- Медаль ордена «За заслуги перед Отечеством» II степени (2024)[8].
- Премия имени Ф. А. Бредихина РАН (2016).
- Премия имени М. В. Ломоносова (2003) в составе авторского коллектива за цикл работ «Наблюдательные проявления и эволюция нейтронных звёзд и чёрных дыр в двойных системах».